# غوري شانكار تشاتوربوج بيسن
غوري شانكار تشاتوربوج بيسن عضو في حزب بهارتيا جانتا. وهو ابن الراحل Chaturbhuj Bisen. ولد في مجتمع rajput panwar وتلقى تعليمه في كلية الدراسات العليا جاتا شانكار Trivedi، Balaghat، جامعة ساغار هو وزير مجلس الوزراء الحالي في وزارة حزب بهاراتيا جاناتا في ولاية ماديا براديش
غوري شانكار تشاتوربوج بيسن (من مواليد 1 يناير 1952) هو وزير مجلس الوزراء الحالي في وزارة حزب بهاراتيا جاناتا في ولاية ماديا براديش. وهو عضو في فيدهان سبها الثالث عشر من ولاية ماديا براديش. وهو يمثل دائرة بالاغات في ولاية ماديا براديش، وهو عضو في حزب بهاراتيا جاناتا السياسي (BJP).

## حياة سابقة
غوري شانكر بيسن عضو في حزب بهارتيا جانتا. وهو ابن الراحل Chaturbhuj Bisen. ولد في مجتمع rajput panwar وتلقى تعليمه في كلية الدراسات العليا جاتا شانكار Trivedi، Balaghat، جامعة ساغار، ساغار (ماديا براديش). لديه ابنتان موسى وبيال. زوجته سمت. كانت ريخا غوريشانكار بيسن رئيسة سابقًا لبلاغات جيلا بانشايات. يشتهر باسمه الناب "BHAU" في منطقتهم بالاغات ومنطقة سوني.

## الحياة السياسية
في 1978-1980 كان مدير، (ط) بنك المقاطعة التعاوني، بالاغاط 1978-1980 ؛ و(2) بنك تنمية الأراضي، البلاغات. في 10 مارس 1985، تم انتخاب Gaurishankar Bisen في الدورة الثامنة لـ VIDHAN SABHA من الدائرة الانتخابية في ولاية بالاغات في ولاية ماديا براديش. وقد انتخب خمس مرات للجمعية التشريعية ماديا براديش. تم انتخابه في الدائرة الانتخابية الثالثة عشر فيدهان سبها بلاغات بولاية مادهيا براديش، بفارق يزيد عن 10،000 صوت في 8 ديسمبر 2008. في عامي 1998 و2004، تم انتخابه في مجلس النواب الثاني عشر والرابع عشر لوك سابها (من مجلس النواب) من دائرة بالاغات البرلمانية في ولاية ماديا براديش. أصبح وزيراً في مجلس الوزراء برئاسة النائب برئاسة شيف راج سينغ في 20 ديسمبر 2008.

## المناصب التي عقدت
| عام                   | الموقف المتخذ |
| --------------------- | --- |
| 1985-2003             | عضو في جمعية ماديا براديش التشريعية (أربع ولايات) رئيس لجنة الأوراق التي وضعت على الطاولة، عضو لجنة التعهدات العامة، عضو لجنة التقديرات، عضو لجنة الحسابات العامة، لجنة المكتبة |
| 1991-1998             | عضو لجنة إدارة الأشغال العامة عضو لجنة الري، عضو لجنة التعليم العالي |
| 1998                  | تم انتخابه حتى اليوم الثاني عشر لوك سبها |
| 1998-1999             | عضو لجنة الدفاع عضو اللجنة الاستشارية بوزارة السكك الحديدية |
| 2001-2004             | الرئيس، ولاية كيسان مورشا، حزب بهاراتيا جاناتا |
| 2004                  | أعيد انتخابه لوك سابها الرابع عشر (فترة ولاية ثانية) عضو لجنة الطاقة |
| يونيو 2005            | نائب رئيس الدولة، حزب بهاراتيا جاناتا، ماديا براديش عضو اللجنة الاستشارية، وزارة الزراعة، شؤون المستهلك والأغذية والتوزيع العام                                                 |
| 7 أغسطس 2006 - فصاعدا | عضو في لجنة غياب الأعضاء عن جلسات المجلس |
| 5 أغسطس 2007 وما بعده | عضو اللجنة الدائمة للطاقة |

## الأنشطة الاجتماعية والثقافية
شارك في تنظيم عدد من البرامج الاجتماعية من خلال لجنة الرعاية الريفية، Landezari ؛ بانديت ديندايال أوباديايا جنة الريف ارتقاء بأحوال المنكوبين، قرية Garra ولجنة Labourers` الزراعية، Balaghat.

## روابط خارجية
- أعضاء الموقع الرابع عشر لوك سبها - برلمان الهند